# Convention des institutions républicaines
De Convention des institutions républicaines CIR, Nederlands: Conventie van Republikeinse Instituties, was een politieke partij in Frankrijk, die in 1964 werd opgericht, toen de Union démocratique et socialiste de la Résistance ophield te functioneren. De nieuwe partij bestond uit een fusie van socialistische en republikeinse groeperingen: Atelier républicain, Citoyens 60, Front démocratique européen en Mouvement démocratique féminin. De CIR werd door François Mitterrand geleid.
De Convention des institutions républicaines kwam op 7 juni 1964 in het Palais d'Orsay tot stand. De CIR steunde de kandidatuur van Mitterrand bij de presidentsverkiezingen van 1965, maar werd daarna onderdeel van de Fédération de la gauche démocrate et socialiste.
De Convention des institutions républicaines nam in 1969 deel aan de besprekingen met andere socialistische partijen en clubs over de stichting van een socialistische eenheidspartij. Toen de meeste socialistische partijen te kennen gaven de kandidatuur van Gaston Defferre van de Section française de l'Internationale ouvrière bij de presidentsverkiezingen van juni 1969 te steunen in plaats van Mitterrand, trok de CIR zich uit de besprekingen terug. De socialistische partijen besloten in juli 1969, tijdens het Congrès d'Alfortville, tot een fusie. Daarmee kwam de Parti socialiste PS tot stand. Er namen ook enkele dissidente leden van de CIR aan het congres deel. Mitterrand en de meeste leden van de CIR bleven echter voorlopig nog bij de PS. Tijdens een congres van de CIR in Saint-Denis in december 1969 onderstreepte de CIR echter haar streven naar de vereniging van socialistische partijen. De CIR besloot tot samenwerking met de Parti socialiste unifié PSU en een dialoog met de Communistische Partij.
Mitterrand deed in 1970 een oproep aan de socialistische partijen om tot een fusie te komen. De besprekingen tussen de CIR en de PS begonnen op 11 december 1970. Die resulteerden in een fusie. De formele vereniging van socialistische partijen vond in juni 1971 plaats tijdens het Congres van Épinay. Mitterrand, voorstander van een dialoog met de communisten en de Parti radical-socialiste, werd tot secretaris-generaal van de Parti socialiste gekozen.
Er kwam in juni 1972 een gemeenschappelijk programma van de Parti socialiste, de Communistische Partij en de Parti radical de gauche tot stand.